# Lijst van Belgische harmonieorkesten
Dit is een lijst van Belgische harmonieorkesten georganiseerd naar gemeenten of regio's.

## A
- Harmonie "Deugd en Vreugd", Aalbeke
- Koninklijke Harmonie Eendracht, Aalbeke
- Muziekvereniging Aalter
- Muziekkapel van de Ardense Jagers, Aarlen
- Koninklijke Muziekvereniging Sint-Cecilia Aarsele vzw
- Koninklijke Katholieke Muziekvereniging De Xaverianen Aartselaar vzw
- Koninklijke Harmonie De Vrede Aartselaar
- Koninklijke Harmonie Sint-Aloysius Alken
- Harmonie Sint-Lambertus Alt-Hoeselt
- Concertband Antwerpen
- Antwerpse Studentenharmonie
- Harmonie Arbeid en Kunst Antwerpen
- Concertband De Scheldezonen Antwerpen
- Harmonieorkest De Werker Antwerpen
- Harmonieorkest van het Koninklijk Vlaams Conservatorium, Antwerpen
- Koninklijke Harmonie van Financiën Antwerpen
- Koninklijk Harmonieorkest Ste Katarina en Peter Benoit, Antwerpen
- Koninklijke Muziekkapel Lokale Politie Antwerpen
- Koninklijke Muziekvereniging "De Eendracht", Anzegem
- Koninklijke Muziekmaatschappij "Sint-Cecilia", Ardooie
- Koninklijke Harmonie "De Arend", Arendonk
- Koninklijke Harmonie "Kunst, Eer en Vermaak", Aspelare
- Koninklijke Harmonie "De Katholieke Gilde", Asse
- Koninklijke Harmonie "Sint Cecilia", Asse
- Cercle Royal Musical d'Aubange
- Koninklijke Harmonie De Verenigde Vrienden Avelgem

## B
- Koninklijke harmonie Sint-Cecilia Baardegem
- Koninklijke Katholieke Harmonie De Eendracht Baasrode
- Koninklijke Harmonie "Al Vloeiende Groeiende", Bazel
- Koninklijke Harmonie De Toekomst, Balen
- Koninklijke Harmonie Sinte-Barbaragilde, Balen
- Harmonie Sinfonia Olmen-Hulsen, Balen
- Koninklijke Harmonie Sint Cecilia Oedelem (Beernem)
- Harmonie De Vrienden van Groot-Beernem, Beernem
- Muziekvereniging Bellegem
- Koninklijke Harmonie Apollon Berchem (Antwerpen)
- Koninklijke Harmonie De Vriendenkring Berchem
- Koninklijke fanfare "de Toonkunst", Berg
- Koninklijke Harmonie der Kolenmijnen Beringen
- Koninklijke Harmonie "De Heidegalm", Berkenbos
- 't Meziek Berlare 2004, Berlare
- Koninklijke Harmonie "St.-Cecilia", Beselare
- Koninklijke Muziekkapel van de Luchtmacht, Bevekom
- Koninklijke Muziekvereniging "Sint-Cecilia", Strombeek-Bever
- Koninklijke Harmonie "De Verbroedering", Beveren-Roeselare
- Harmonieorkest Beveren, Beveren
- Koninklijk Bevers Harmonieorkest, Beveren-Leie
- Harmonieorkest Neanias, Beverlo
- Koninklijke Harmonie "Ons Verlangen", Beverst
- Koninklijke Harmonie Sint-Hilarius Bierbeek
- Concertband Euterpe, Bilzen
- Concertharmonie "Crescendo", Bissegem
- Koninklijke Harmonie "Jong en Moedig", Bissegem
- Koninklijke Harmonie De Weergalm van Meerdael Blanden
- Koninklijke Harmonie Boechout
- Koninklijke Harmonie Boechout 1000 Boechout
- Koninklijke Harmonie Rupelzonen Boom
- Koninklijke Harmonie SFORZANDO Boom
- Koninklijke Harmonie Concordia et Amicitia-Ter Dilft Bornem
- Koninklijke Harmonie Nut en Vermaak Bornem
- Koninklijke Harmonie Zucht naar Kunst Bornem-Branst
- Koninklijke Harmonie Heilige Familie vzw Bornem-Branst
- Koninklijke Harmonie "Voor God en Vaderland", Bottelare
- Concertband Boutersem
- Société Royale d'Harmonie Braine l'Alleud
- Fanfare Vrije Kunstkring Brakel
- Koninklijke Harmonie De Eendracht Brakel
- Conceptband Brasschaat vzw
- Koninklijke Harmonie De Eikel Brecht
- Koninklijke Harmonie Sint-Michiel Bree
- Koninklijke Harmonie De Verenigde Vrienden Bree
- Concertband Broechem
- Koninklijke Scoutsharmonie Sint-Leo (Brugge)
- Socialistische Harmonie "Werkerswelzijn", Brugge
- Koninklijke Speelschaar Sint-Franciscus-Xaverius Brugge
- Koninklijke Harmonie Sint-Cecilia Brugge
- Groot Harmonieorkest van de Belgische Gidsen, Brussel
- Harmonieorkest van het Koninklijk Conservatorium Brussel, Brussel
- Muziekkapel van de Belgische Rijkswacht, Brussel
- Harmonie van het "Politiekorps" Brussel
- The Brussels Concert Band
- Koninklijke Harmonie Sint-Christina Brustem

## C
- Koninklijke Muziekmaatschappij Casino Tongeren
- Koninklijke harmonie Sinte-Cecilia Meerbeke

## D
- Harmonieorkest De Pinte, De Pinte
- Koninklijke Harmonie "Moed en Volharding", Denderhoutem
- Koninklijke Harmonie 'De Dendergalm', Denderleeuw
- Dynamic Symphonic Band, Dendermonde v.z.w.
- Koninklijke Muziekkapel Brandweer Dendermonde
- Koninklijk Harmonieorkest Sint Cecilia Dendermonde
- Koninklijke harmonie "De Lustige Vrienden" uit Oeselgem, Dentergem
- Desselgems Jeugdorkest
- Koninklijke Oude Gemeenteharmonie, Destelbergen-Heusden
- Koninklijk Harmonie-Orkest Door Eigen Kracht Deurne-Ruggeveld
- Koninklijke Harmonie De Stroobanders Diepenbeek
- Diestse Concertband "Ons Vermaak" Diest
- Koninklijke Katholieke Harmonie "De Burgerskring" Diksmuide
- Koninklijke Harmonie " De Mandelgalm" Diksmuide
- Harmonie "De Ware Verenigde Vrienden", Dilbeek
- Koninklijke Muziekmaatschappij "Poldergalm" Dudzele v.z.w.

## E
- Edegems Harmonieorkest, Edegem
- Koninklijke Harmonie "Amicitia", Eeklo
- VZW Koninklijke harmonie St. Georges en St. Cecilia Eeklo
- Symfonisches Blasorchester der Belgischen Eifel (SBBE)
- Koninklijke Harmonie "Sint-Cecilia", Eine
- Harmonie Vrij Vooruit Eisden
- Koninklijk Harmonieorkest "Labore et Constantia", Ekeren
- Koninklijke Muziekvereniging "Sint-Cecilia", Ekeren-Donk
- Koninklijke Harmonie Sint-Cecilia Eksaarde
- Koninklijke Harmonie Sint-Cecilia Elen
- Koninklijke Harmonie Sint-Hubertus Elewijt
- Koninklijke Harmonie Sint-Cecilia Elverdinge
- Koninklijke Harmonie "Sinte Ceciliakring", Elversele
- Harmonie "Inter Nos", Epen
- Harmonie "De Eendracht", Esen
- Koninklijke Harmonie "Sint-Cecilia", Erpe
- Koninklijke Harmonie Concordia Essen
- Harmonie Royale Communale, Estaimpuis
- Harmonie "Pandore" Etterbeek
- Königliche Harmonie Musikverein, Eupen
- Königliche Harmonie "St. Joseph", Eupen
- Koninklijke Harmonie De Ster Evere
- Koninklijke Harmonie "Sint-Cecilia", Evere
- Harmonieorkest "Guy Duijck", Evergem

## F
- Harmonie «l'Union», Fraire

## G
- Centrumharmonie Geel
- Harmonie Holvense Muziekvrienden, Geel
- Koninklijke Harmonie Katholieke Jonge Wacht Geel-Larum
- Harmonieorkest Geistingen-Ophoven (HOGO)
- Koninklijke Harmonie "De Hoop Gellik" Gellik-Lanaken
- Société Royale l'Harmonie, Gemmenich
- KM De Neerschelde, Gentbrugge (Gent)
- Gents Universitair Harmonie Orkest (GUHO)
- Groot Genker Orkest, Genk
- Concertband St.Cecilia, Geraardsbergen
- Koninklijke Harmonie Sint-Cecilia Gingelom
- Jeugdharmonie Allegro Gistel
- Koninklijke Harmonie Eendracht & Kunstliefde Gistel
- Koninklijke Harmonie Demergalm Godsheide v.z.w.
- Koninklijke Harmonie Concordia Gooreind-Wuustwezel
- Koninklijke Harmonie Kunst na Arbeid Gors-Opleeuw
- Koninklijke Harmonie Sinte-Cecilia Grembergen
- Feniksorkest Grimbergen
- Koninklijke Harmonie De Cecilianen Grimbergen
- Koninklijke Harmonie Sinte-Cecilia Grimbergen
- Koninklijke Harmonie De Broedermin Grobbendonk
- Koninklijke Harmonie Onder Ons Gruitrode
- Koninklijke Harmonie St. Cecilia Gullegem
- Harmonie Burleske Gullegem
- Socialistische Harmonie Vooruit Geel

## H
- Koninklijk Harmonieorkest Sint Cecilia Haacht
- Koninklijke Harmonie Sint Remigius Haacht
- Koninklijke Harmonie De Koorgalmen Halen
- Koninklijke Harmonie Sinte-Cecilia Halle
- Katholieke Koninklijke Harmonie Kunst na Arbeid Hamme
- Koninklijke Harmonie Sinte Cecilia Hamme
- Koninklijke Harmonie Sint-Cecilia Hamont
- Koninklijk Harmonieorkest Vooruit, Harelbeke
- Koninklijke Harmonie "De Eendracht" 1877, Haren
- Koninklijke Harmonie "De Bergengalm", Hechtel
- Koninklijke Harmonie Salvia Heers
- Koninklijke Harmonie Sint-Cecilia Heist, Knokke-Heist
- Koninklijke Harmonie Sint-Cecilia Willen is Kunnen Heist, Knokke-Heist
- Koninklijke Harmonie Sint Cecilia Hekelgem (Affligem)
- Koninklijke Katholieke Harmonie Verenigde Vrienden Hemiksem
- Koninklijke Harmonie Sint-Jan, Herderen
- Koninklijke Harmonie Concordia et Docilitas Herdersem
- Koninklijke Harmonie van Herent vzw
- Koninklijke Harmonie St.-Cecilia Herentals
- Harmonieorkest St.-Jozefscollege Herentals
- Königliche Harmonie, Hergenrath
- Harmonieorkest Sint-Martinus Herk-de-Stad
- Concertband Vivace (voorheen Koninklijke Harmonie Sint-Cecilia), Herzele
- Koninklijke Muziekvereniging "Sint-Cecilia", Heule
- Koninklijke Harmonie "De Verenigde Vrienden", Heusden
- Koninklijke Harmonie Sint-Cecilia Nieuwkerke, Heuvelland
- Concertband De Scheldezonen Hoboken
- Koninklijke Harmonie De Melomanen van de Grote Gete Hoegaarden
- Koninklijke Harmonie "De Vrije Muziekliefhebbers" Hoegaarden
- Koninklijke Harmonie Sint-Cecilia Hoeselt
- Koninklijke Harmonie Sint-Cecilia Hofstade (Aalst)
- "St.-Martinus" Concertband (Koninklijke Harmonie "St.-Martinus"), Hombeek
- Harmonieorkest "Sint-Maurus", Holsbeek
- Koninklijke Harmonie "De Verenigde Vrienden" Hooglede
- Koninklijke Harmonie Sint-Cecilia Horebeke
- Koninklijke Harmonie "Vlaams en Vrij", Houtem
- Koninklijke Harmonie Broederkring, Houthalen
- Harmonie "De Woudfanfare", Houthulst
- Koninklijk Harmonieorkest "Sint Laureys", Hove
- Koninklijke Harmonie De IJsschegalm Huldenberg
- Koninklijke Harmonie Sint Cecilia Humbeek (KHSC)

## I
- Koninklijke Harmonie Ypriana, Ieper
- Koninklijke Harmonie "Kunst Veredelt", Ingelmunster
- Koninklijke Harmonie van de Congregatie Izegem
- Koninklijke Harmonie Leo XIII, Izegem
- Koninklijke Philharmonie, Ingelmunster

## J
- Koninklijke Harmonie Sint-Cecilia Jabbeke
- Koninklijke Filharmonie - Société Royale Philharmonique Jette

## K
- Harmonieorkest Concordiavrienden, Kalfort
- Koninklijke Harmonie St.-Cecilia Kalken
- Koninklijke Harmonie Bos & Hei Kalmthout
- Koninklijke Muziekvereniging Vlijt en Eendracht Kalmthout
- Koninklijke Harmonie Sinte Cecilia Kastel
- Koninklijke Harmonie Sint-Jozef Kaulille
- Koninklijke Harmonie St.-Cecilia Keiem
- Cercle Musical La Calamine Kelmis
- Koninklijke Harmonie Volharding Kessel-Lo
- Koninklijke Harmonie Sint-Michiel Kesselt
- Königliche Harmonie, Kettenis
- Koninklijke Harmonie De Eendracht Kleine-Spouwen
- Koninklijke muziekvereniging Willen is Kunnen Knesselare
- Koninklijke Harmonie Sint Cecilia - Willen is Kunnen Westkapelle, Knokke-Heist
- Die Fröhliche Trappisten, Koksijde
- El Fuerte Koksijde
- Imperior, Koksijde
- Koninklijke Gemeentelijke Harmonie van Koksijde
- Koninklijke Harmonie Vrede en Vermaak Kontich
- Koninklijke Harmonie "Vermaak na Arbeid", Koolkerke
- Koninklijk Harmonieorkest De Ware Vrienden, Kortrijk-Dutsel
- Socialistische Harmonie Arbeid & Kunst Kruibeke
- Koninklijke Harmonie Sint Cecilia Kruishoutem
- Kon. Muziekmaatschappij St.-Cecilia Koolskamp
- Koninklijke Harmonie Sint-Joris Koekelare
- Koninklijke Harmonie Sint Cecilia Korbeek-Dijle
- Koninklijke Harmonie Sint Catharina Kortessem
- Koninklijke Harmonie Sint-Cecilia Kuringen
- Koninklijke Harmonie Moed en Vlijt, Kuurne
- Koninklijke Harmonie Sint-Jan Berchmans Kaggevinne
- Koninklijke Harmonie Kunst & deugd, Wakken

## L
- Koninklijke Harmonie 'Sint-Cecilia', Laakdal
- Koninklijke Harmonie Weergalm der Maas Lanaken
- Concertband Landen
- Koninklijke Harmonie Sint Cecilia Vrij en Blij Lauwe
- Koninklijke Harmonie Sint-Cecilia Lebbeke
- Jeugdharmonie "Sonore", Ledegem
- Koninklijke Harmonie "Sint Cecilia", Ledegem
- Koninklijke Harmonie De Kunstvrienden Sint-Eloois-Winkel - Ledegem
- Koninklijke Filharmonie Leefdaal
- Koninklijke Harmonie Sint-Cecilia Leisele
- Jeugdharmonie "Burleske" Gullegem-Lendelede
- Koninklijke Harmonie Kunst en Eendracht vzw Lendelede
- Koninklijke Harmonie Sinte-Cecilia Lennink
- Harmonieorkest van het Lemmensinstituut Leuven
- Alumni Harmonieorkest Leuven, Leuven
- Universitair Harmonieorkest, Leuven
- Harmonieorkest "Panta Rei", Leuven
- Koninklijke Harmonie De Burgersgilde Lichtervelde
- Harmonie Kunst en Vermaak Liedekerke
- Harmolierica Lier
- Koninklijk Lints HarmonieOrkest, Lint
- Koninklijke Harmonie St.-Cecilia Lippelo
- Koninklijke Harmonie de Heidegalm, Loenhout
- Socialistische Harmonie Vooruit Lokeren
- De Nieuwe Harmonie, Lommel
- Concertband "Union", Londerzeel
- Harmonieorkest Demer & Laak, Lummen
- Koninklijke Harmonie Sint-Cecilia Lummen

## M
- Koninklijke harmonie Sint-Cecilia, Merelbeke
- Koninklijke Harmonie Concordia Maaseik
- Concertband Maasmechelen
- Koninklijke Harmonie Sint-Cecilia Machelen
- Köninglicher Musikverein "St. Lambertus" 1928, Manderfeld
- Koninklijke Harmonie Verbroedering Mariekerke
- Koninklijke Muziekvereniging Sint-Jan Marke
- Koninklijke Harmonie De Eendracht Mater
- Koninklijke Harmonie Arsenaal Mechelen
- Mechels Harmonieorkest, Mechelen
- Koninklijke Muziekkapel van de Mechelse Politie, Mechelen
- Koninklijke Harmonie De Jonge Fanfare Meerbeek
- Koninklijke Harmonie Sint-Cecilia Meerbeke
- Koninklijke Harmonie De Vredezonen Meerhout
- Harmonie Kunst na Arbeid Meerhout
- Koninklijke Harmonie St.-Jorisgilde Meerhout
- Koninklijke Harmonie Sint-Cecilia Melle
- Koninklijke Harmonie "Sint-Martinus", Melsbroek
- Koninklijke Volksharmonie Sint-Jozef, Menen
- Koninklijke Harmonie Sint-Cecilia Merchtem
- Koninklijke Muziekvereniging Concordia Merchtem
- Koninklijke harmonie Sint-Cecilia Meerbeke
- Harmonie "Sint-Cecilia", Merkem
- Koninklijke Harmonie Sint-Bartholomeus, Merksem
- Koninklijke Harmonie De Kunstvrienden Merksplas
- Koninklijke Harmonie "Vreugd in Deugd", Meulebeke
- Koninklijke Parochiale Harmonie Sint-Cecilia Millen
- Koninklijke Harmonie Trouw aan Kunst Moerbeke Atembeke
- Harmonieorkest Moesicali, Moerzeke
- Socialistische Harmonie Onze Toekomst Mol
- HOMR, Harmonieorkest Mol-Rauw
- Koninklijke Harmonie "Sint-Apollonia", Mol-Achterbos
- Koninklijke Harmonie "Sint-Odrada", Mol-Millegem
- Koninklijke Harmonie "Sinte-Cecilia" Moorsel, Moorsel
- Koninklijke Harmonie Sint-Jozef Moorsel
- Koninklijke Harmonie "Concordia Kunst naar Vermogen", Moorsele
- Koninklijke Harmonie "De Verenigde Vrienden", Moorslede
- Koninklijke Harmonie Musina Muizen

## N
- Koninklijke Harmonie Vrank en Vrij Nazareth
- Koninklijke Harmonie De Voortgang St. -Cecilia Neeroeteren
- Koninklijke Harmonie St.-Cecilia Nijlen
- Nieuwpoort Concert Band Nieuwpoort

## O
- Koninklijke Harmonie Vrienden van de Brandweer, Oostduinkerke
- Koninklijke Harmonie Sint-Cecilia Oostrozebeke
- Oost-Vlaams Harmonieorkest, Gent
- Koninklijke Harmonie Sint-Cecilia Oedelem
- Concertband Oordegem
- Koninklijke Muziekkapel van de Marine, Oostende
- Koninklijke Jeugdmuziekkorps Onze-Lieve-Vrouwecollege, Oostende
- Muzikale Vriendenkring Melody Makers, Oostende
- Koninklijke Harmonie St.-Antonius Oosthoven
- Koninklijke Harmonie St. Laurentius Oostmalle
- Koninklijke Harmonie Met Moed Vooruit Opdorp
- Koninklijke Harmonie "Sint-Martinus", Opgrimbie
- Koninklijke Harmonie Sint-Genoveva Oplinter
- Koninklijke Harmonie De Ware Vrienden Oppuurs
- Koninklijke Harmonie De Volherding Opwijk
- Jeugdharmonie Opwijk
- Koninklijke Filharmonie Ottenburg
- Koninklijke Filharmonie "Concordia" Ottignies
- Koninklijke Harmonie Sint-Cecilia Oudenburg
- Koninklijke Harmonie Justus Lipsius Overijse
- Koninklijke Harmonie Sint-Martinus Overijse

## P
- Koninklijke Harmonie "Hoop in de Toekomst", Paal
- Koninklijke Harmonie van Peer
- Koninklijke Harmonie "Sint-Cecilia", Poperinge
- Koninklijke Harmonie De Volksvreugd, Proven
- Socialistische Harmonie "Arbeid Adelt", Puurs

## R
- Koninklijk Harmonieorkest De Nachtegaal, Ranst
- Koninklijke Harmonie De Bie, Rekkem
- Koninklijke Harmonie Sint-Martinus, Riemst
- Koninklijke Harmonie Broederband, Rijkevorsel
- Koninklijke Harmonie Sint-Isidorus, Rijkhoven
- Koninklijke Harmonie "Het Gildemuziek", Roeselare
- Koninklijke Stadsharmonie, Roeselare
- Koninklijke Harmonie Sint-Cecilia, Rollegem
- Stedelijke Harmonie Ronse - Harmonie de la ville de Renaix
- Koninklijke Harmonie Eer en Deugd, Rosmeer
- Koninklijke Harmonie Sint-Cecilia, Rotselaar
- Koninklijke Harmonie Sint-Cecilia, Rotem
- Koninklijke Harmonie Sint-Cecilia Ruiselede
- Koninklijke Harmonie Sint-Cecilia Rumbeke
- Koninklijke Katholieke Harmonie Verbroedering Rumst

## S
- Koninklijk HarmonieOrkest Schelle
- Koninklijke Harmonie Takjes worden Boomen Schilde
- Koninklijke Harmonie Ste-Cecilia Schoten
- Koninklijke Harmonie Sint-Cecilia Sinaai
- Koninklijke Harmonie, Sint-Amands
- Koninklijke Harmonie "Sinte-Cecilia", Sint-Amands aan de Schelde
- Koninklijke Harmonie Xaverianen Sint-Amands
- Koninklijke Harmonie "Steeds Beter", Sint-Baafs-Vijve
- Koninklijk Harmonie-Orkest "Echo Der Leie", Sint-Denijs-Westrem
- Koninklijke Harmonie De Kunstvrienden Sint-Eloois-Winkel
- Jeugdharmonie "De Winkelse Piccolo's" Sint-Eloois-Winkel
- Koninklijke Harmonie Sint-Cecilia Sint-Gillis-Waas
- Koninklijke Harmonie De Verenigde St.-Katarinavrienden Sint-Katelijne-Waver
- Koninklijke Harmonie Musikalo Sint-Katherina-Lombeek
- Harmonie Verbroedering Sint-Lenaarts
- Koninklijke Harmonie Antverpia Sint-Mariaburg
- Koninklijke Harmonie "Willen is Kunnen", Sint-Martens-Latem
- Koninklijke Harmonie De Kunstvrienden Sint-Niklaas
- Koninklijke Harmonie Exelsior Sint-Niklaas
- Koninklijke Harmonie de Toekomst Sint-Niklaas
- Koninklijke Harmonie Sinte-Lutgardis - Zuun, Sint-Pieters-Leeuw
- Koninklijke Muziekvereniging Sint-Cecilia Sint-Pieters-Leeuw
- Koninklijke Harmonie van Stokkel, Sint-Pieters-Woluwe
- Koninklijke Harmonie De Gilde Sint-Truiden
- Koninklijke gemeenteharmonie Verenigde Vrienden Staden
- Harmonie Arbeid en Kunst, Steendorp
- Harmonie de Vrije Verenigde Vrienden Schilde
- Concertband Steenhuffel (CBS)
- Koninklijke Harmonie Sint-Rumoldus, Steenokkerzeel
- Koninklijke Harmonie De Ware Vrienden, Stekene
- Koninklijke Stockheimer Harmonie "Sinte Elisabeth", Stokkem, Dilsen-Stokkem
- Koninklijke Harmonie "St. Cecilia", Stokkem, Dilsen-Stokkem

## T
- Jeugdharmonie Taccato Meerbeke
- De aloude Harmonie 1794, Temse
- Koninklijke Harmonie "Sint-Cecilia", Temse
- Koninklijke Katholieke Werkersharmonie "Recht door Zee", Temse
- Koninklijke Liberale Harmonie "Moed en Volharding", Temse
- Socialistische Harmonie "Willen is Kunnen", Temse
- Koninklijke Katholieke Harmonie De Breydelzonen Terhagen-Rumst
- Koninklijke Harmonie Tervuren
- Koninklijke Harmonie Concordia Tervuren
- Verenigde Harmonie Fura Tervuren
- Koninklijke St.-Martinusharmonie Tessenderlo
- Koninklijke Katholieke Harmonie "Sint Cecilia", Tielrode
- Socialistische Harmonie "Morgenrood", Tielrode
- De Goede Vrienden Koninklijke Stadsharmonie Tielt
- JET Symphonic Band, Tielt
- Koninklijke Harmonie 'De Weergalm der Winghe' Tielt-Winge (Sint-Joris-Winge)
- Koninklijke Harmonie Sint Jozef Tielt-Winge
- Koninklijke Harmonie "Vermaak na Arbeid", Tielt
- Koninklijke Harmonie Rhetorika Torhout
- Koninklijk Houtlands Harmonieorkest, Torhout
- Koninklijke Harmonie Vermaak na Arbeid Turnhout
- Tremelose Jeugdharmonie "Sonora", Tremelo

## V
- Koninklijke Harmonie Sint Cecilia Veurne (1822)
- Koninklijke Muziekkring Constant Moreau Veurne
- Koninklijke Harmonie Cecilia Vilvoorde
- Koninklijke Harmonie Viversel
- Koninklijke Harmonie de Vlaamse Vrienden Vlamertinge
- Koninklijke Harmonie Concordia Vlijtingen
- Koninklijke Harmonie St.-Cecilia Vorst-Laakdal
- Koninklijke Harmonie Vossem´s Voerezonen - Vossem
- Koninklijke Harmonie De Ware Vrienden van 't Recht - Vossem
- Socialistische Harmonie Vooruit Lokeren
- Koninklijke Harmonie De Vlaamse Ardennen Kluisbergen
- Koninklijke Harmonie Verbroedering Vorselaar
- Vlaams Jeugdharmonie Orkest

## W
- Koninklijke Harmonie Deugd Baart Vreugd Waardamme
- Koninklijke Harmonie Concordia Waarschoot
- Koninklijke Harmonie Wachtebeke
- Koninklijke Harmonie Sinte-Cecilia Waasmunster
- Het Waregems Harmonieorkest, Waregem
- Koninklijke Harmonie Ste-Cecilia Westmalle
- Koninklijke Harmonie Kunst en Deugd, Wakken
- Königliche Harmonie Walhorn 1895, Walhorn
- Harmonie "Tal/Echo", Wallerode
- Koninklijke Harmonie "Sint-Amelberga", Wechelderzande
- Koninklijke Harmonie Sint Martinus, Weerde
- Koninklijke Harmonie De Kluchtige Vrienden Wellen
- Koninklijke Kristen Werkersharmonie Onder Ons, Wervik
- Jeugdharmonie Vivace!, Wervik
- Koninklijke Grote Harmonie, Wervik
- Koninklijke Harmonie De Eendracht Wevelgem
- Wevelgems Harmonieorkest Concordia
- Koninklijke Harmonie St.-Cecilia Wezembeek-Oppem
- Koninklijk Harmonieorkest De Wijngaard Vrijheidvrienden, Wijnegem
- Koninklijke Harmonie Sinte-Cecilia Willebroek
- Koninklijke Harmonie St.-Bavo Wilrijk
- Koninklijke Harmonie De Eendracht Wommelgem
- Koninklijke Harmonie De Verbroedering Wommelgem
- Harmonieorkest Wondelgem (Gent)
- Koninklijke Harmonie Sint-Cecilia Wortegem-Petegem
- Koninklijke Muziekmaatschappij  " Hoger Op" Woumen
- Koninklijke Harmonie De Jonge Scheuten Wuustwezel

## X
- Koninklijke Harmonie de Xaverianen Turnhout

## Z
- Koninklijke Harmonie Kunst en Vermaak Zedelgem
- Koninklijke Harmonie "St.-Cecilia", Zele
- Koninklijke Harmonie "Kunst adelt", Zele Heikant
- Koninklijke Harmonie St. Cecilia Zeveneken
- Harmonie van Zevergem
- Harmonie de Volksgalm Zichem-Zussen-Bolder
- Koninklijke Harmonie "De Heren van Zichem", Zichem
- Koninklijke Harmonie "De Vriendenband", St-Antonius-Zoersel, Zoersel
- Koninklijke Harmonie "Eendracht Maakt Macht", Zoersel
- Koninklijke Harmonie De Ware Vrienden, Zolder
- Koninklijke Harmonie Sint-Cecilia Zomergem
- Koninklijke Harmonie "Sint-Quintinus", Zonhoven
- Concertband Opus 7, Zottegem
- Koninklijke Harmonie Broederband Zussen
- Koninklijke Harmonie Vreugd in Deugd, Zussen
- Harmonie "De Verenigde Vrienden", Sint-Denijs, Zwevegem
- Koninklijke Muziekvereniging "De Ware Vrienden", Zwevegem
- Koninklijke Harmonie Zwijnaarde, Zwijnaarde
- Harmonie Waterschei-Zwartberg